# Dekasegi
Dekasegi (出稼ぎ dekasegi?) este un termen format prin unirea cuvintelor japoneze deru (出る deru?, a ieși) și kasegu (稼ぐ kasegu?, a câștiga bani [din muncă]), cu sensul literar „ieșit să câștige bani” și se referă la oricine își părăsește patria pentru a lucra temporar în altă regiune sau țară.
De obicei, sunt japonezi-brazilieni, japonezi-peruani, japonezi-argentinieni, dar și toți cei care migrează în Japonia, indiferent dacă au sau nu o descendență japoneză. 
Japonezii din Hokkaido care migrează în orașele mari pentru afaceri - cum ar fi Tokyo și Osaka - sunt, de asemenea, numiți dekasegi. 
De la sfârșitul anilor 1980, a avut loc o inversare a fluxurilor de migrație între Brazilia și Japonia . Brazilienii de origine japoneză sau soții au început să imigreze în Japonia în căutarea unor oportunități de muncă mai bune. Apoi a venit comunitatea de decasegi brazilieni din Japonia. 